# Kościół św. Wawrzyńca w Woskowicach Małych
Kościół Świętego Wawrzyńca – rzymskokatolicki kościół parafialny w Woskowicach Małych, należący do dekanatu Namysłów wschód w archidiecezji wrocławskiej.

## Historia kościoła
Jest to drewniana budowla, która została wzniesiona w 1711 roku. W latach 1888 – 89 i 1914 roku została odrestaurowana (w tym czasie została odkryta i zakonserwowana stara polichromia przez J. Langera). Świątynia była remontowana również w 1969 roku.

## Architektura i wnętrze kościoła

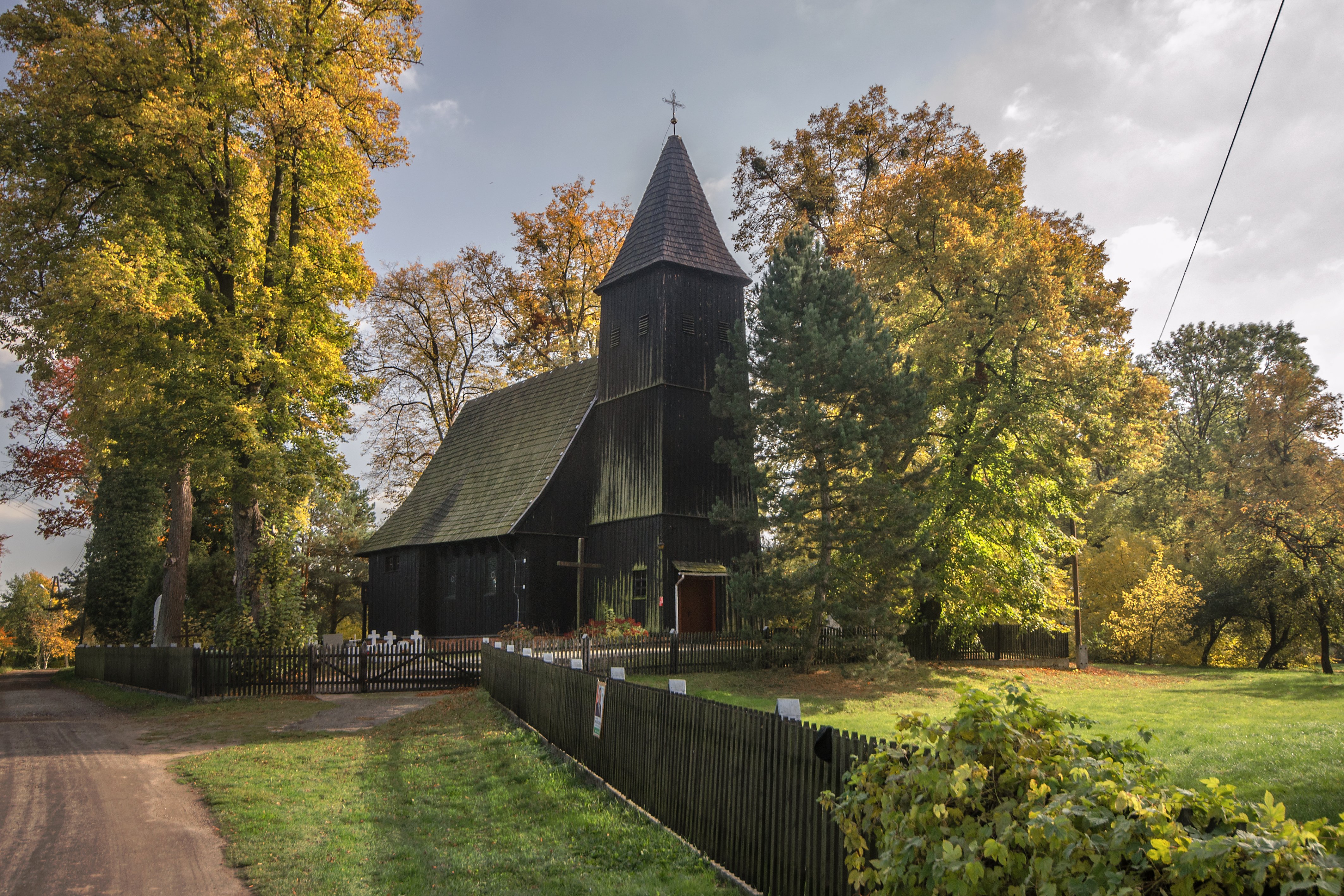
Widok od strony wieży

Jest to drewniana jednonawowa świątynia posiadająca konstrukcję zrębową. Kościół jest orientowany. Jego prezbiterium jest mniejsze w stosunku do nawy i jest zamknięte trójbocznie, z boku mieści się zakrystia posiadająca lożę na piętrze z zewnętrznymi schodami. Z boku nawy znajduje się szachulcowa kruchta. Wieża kościoła znajduje się od frontu i posiada konstrukcję słupową, jej ściany zwężają się ku górze, w przyziemiu znajduje się kruchta. Wieża jest zwieńczona czworobocznym, gontowym dachem ostrosłupowym. Dzwon pochodzi z 1593 roku i został odlany przez Stefana Goetza. Budowla nakryta jest dachem jednokalenicowym, złożonym z gontów, tworzącym wydatny okap nad prezbiterium. Wnętrze jest nakryte stropami płaskimi. Chór muzyczny jest podparty czterema słupami i posiada parapet o prostej linii. Organy i wiatrownica pedałowa została wykonana przez Jakuba Spiegla z Rychtala w 1845 roku. Prawdopodobnie z tego czasu pochodzi cały instrument. W prezbiterium znajduje się polichromia powstała na początku XVIII wieku w formie wici akantowej, kotar i festonów. W nawie znajduje się neobarokowa polichromia wykonana pod koniec XIX wieku przez Beihaf w formie pasów ornamentalno – florystycznych. Ołtarz główny w stylu barokowym pochodzi z początku XVIII wieku Ambona w stylu manierystycznym pochodzi z początku XVII wieku i otrzymała polichromię w 1914 roku. Chrzcielnica w stylu późnobarokowym pochodzi z 1 połowy XVIII wieku. Stacje Drogi Krzyżowej w stylu ludowym pochodzą z początku XIX wieku.